# 東武80000系電車
東武80000系電車（とうぶ80000けいでんしゃ）は、2025年（令和7年）3月8日から営業運転を開始した東武鉄道の通勤型電車。

## 概要
野田線（東武アーバンパークライン）の8000系および10030系の置き換え用として、「子育て世代のご家族の皆様が快適にご利用いただける車両構造」をコンセプトに新たに設計された。更なる環境への配慮や省メンテナンス・省エネルギー化（電気使用量は代替対象の8000系と比べて約40%以上削減）、バリアフリーの推進や安全性・快適性の向上を図っている。
東武野田線車両の5両編成化により、5両編成で製造される。また、サステナビリティの観点から、25編成のうち18編成は4両を新造し、1両を60000系からサハ64600を脱車して改造・改番したサハ83500（サハ83550）を組み込んで5両編成を構成する80050型となる。

## 車両概説

### 車体
車体長は先頭車20,470mm・中間車20,000mm。幅は2,800mmで、素材は東武鉄道の一般型車両では50000系以降で標準となっているアルミ製。ただし、同じ野田線の車両である60000系（50000系と同じ日立製作所製）と異なり、本系列は東武単独の設計の車両としては初の近畿車輛製となった。
客用扉は片側4箇所・両開き方式で、幅は1,300mm。

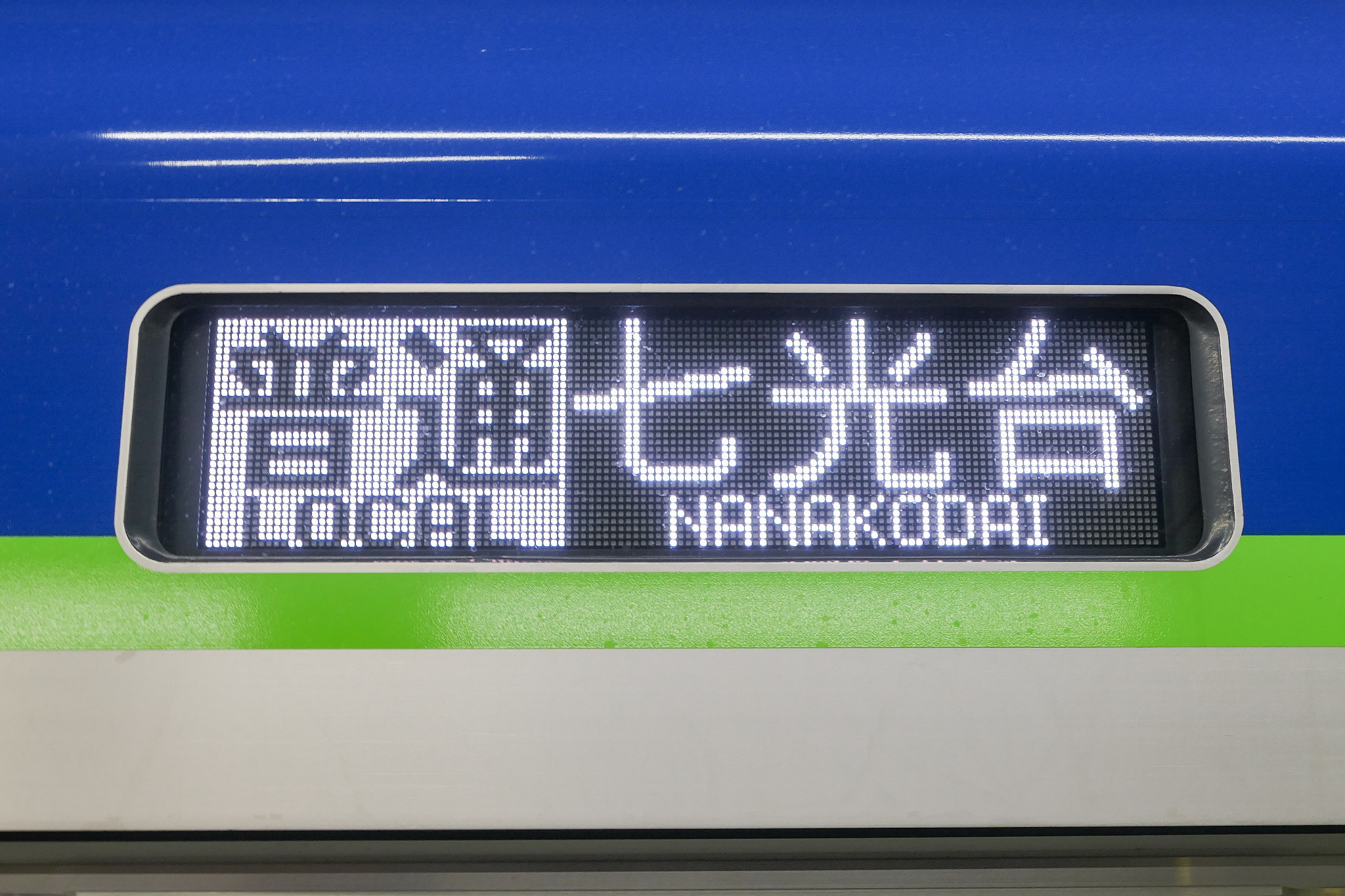
側面行先表示機
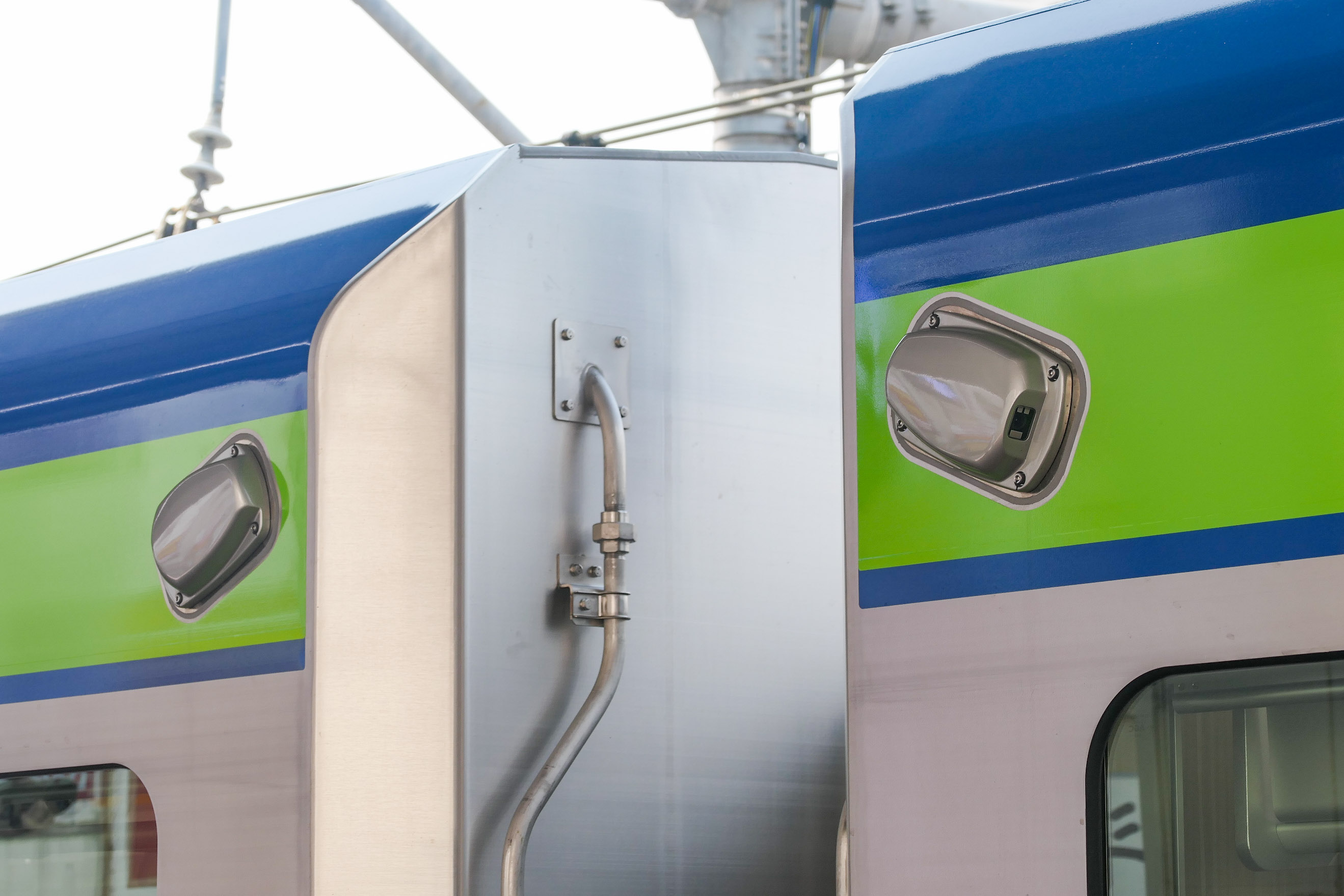
乗降確認用カメラ

### 内装
車内のテーマは「リビング」で「ただいまって言いたくなる車内」を目指し、落ち着いた空間を表現したデザインとなった。60000系とは床面や座席モケットの色が変わり、乗務員室後ろの壁に装飾が入った。
本編成では、子供向け空間をイメージ、家族連れをターゲットにした優先席・『たのしーと』を全編成の4号車に設置する。ベビーカーを置いてその真横に座れる配置になっている。なお、『たのしーと』は東武鉄道の登録商標（特許第6793095号）である。側面扉上部には17.5インチの2画面LCD表示器が千鳥配置されており、さらにセキュリティ向上のため側面扉上部には防犯カメラも設置されている。また、乗務員室と客室の仕切窓は大きく取られ、仕切扉の窓は下辺方向に拡大して手すりを設置することで、子供でも仕切扉と同様に下辺方向に拡大した非常扉の窓からの前面展望が見やすくなる（親が抱きかかえなくても子供だけで車窓を楽しめる）配慮がなされている。

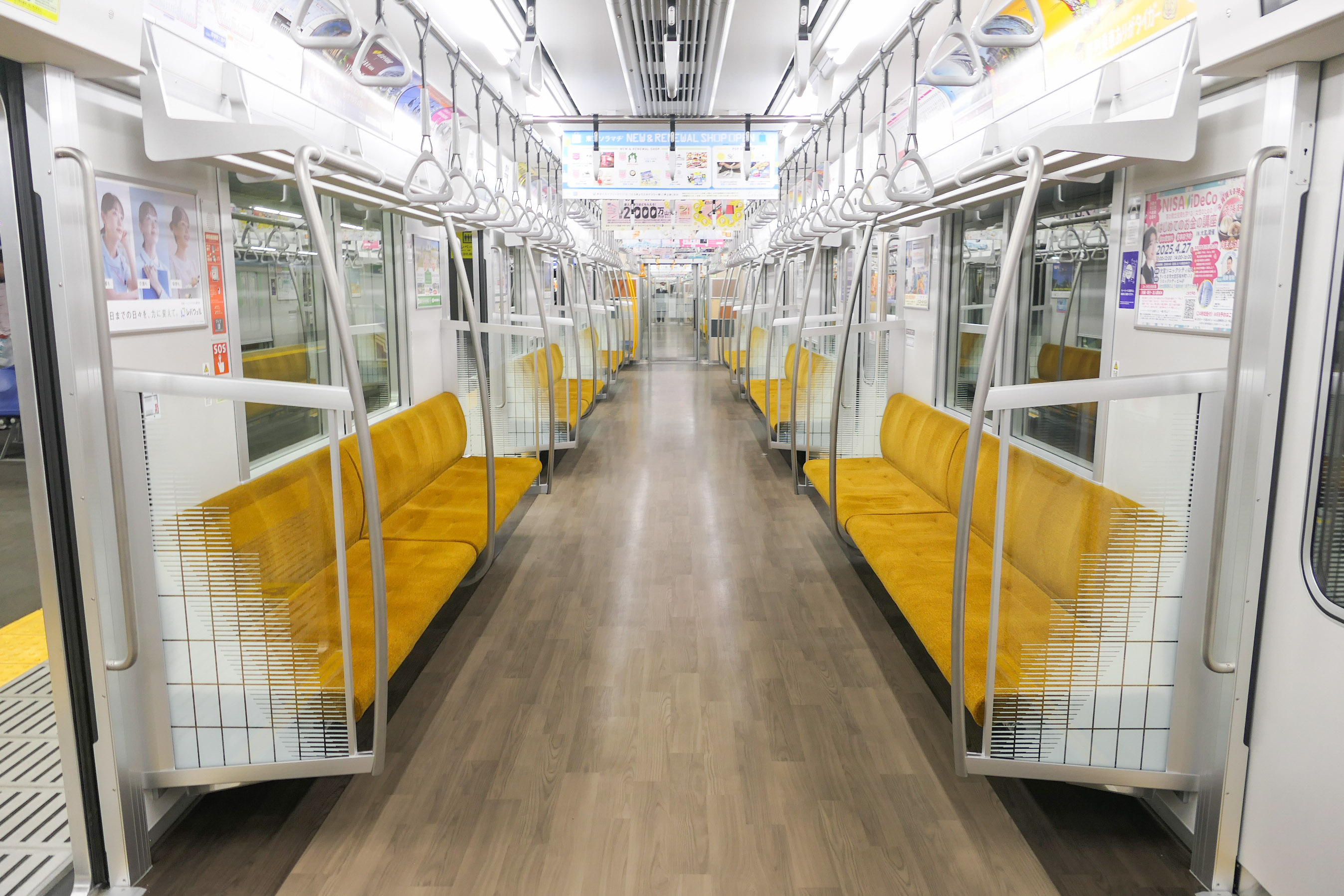
車内
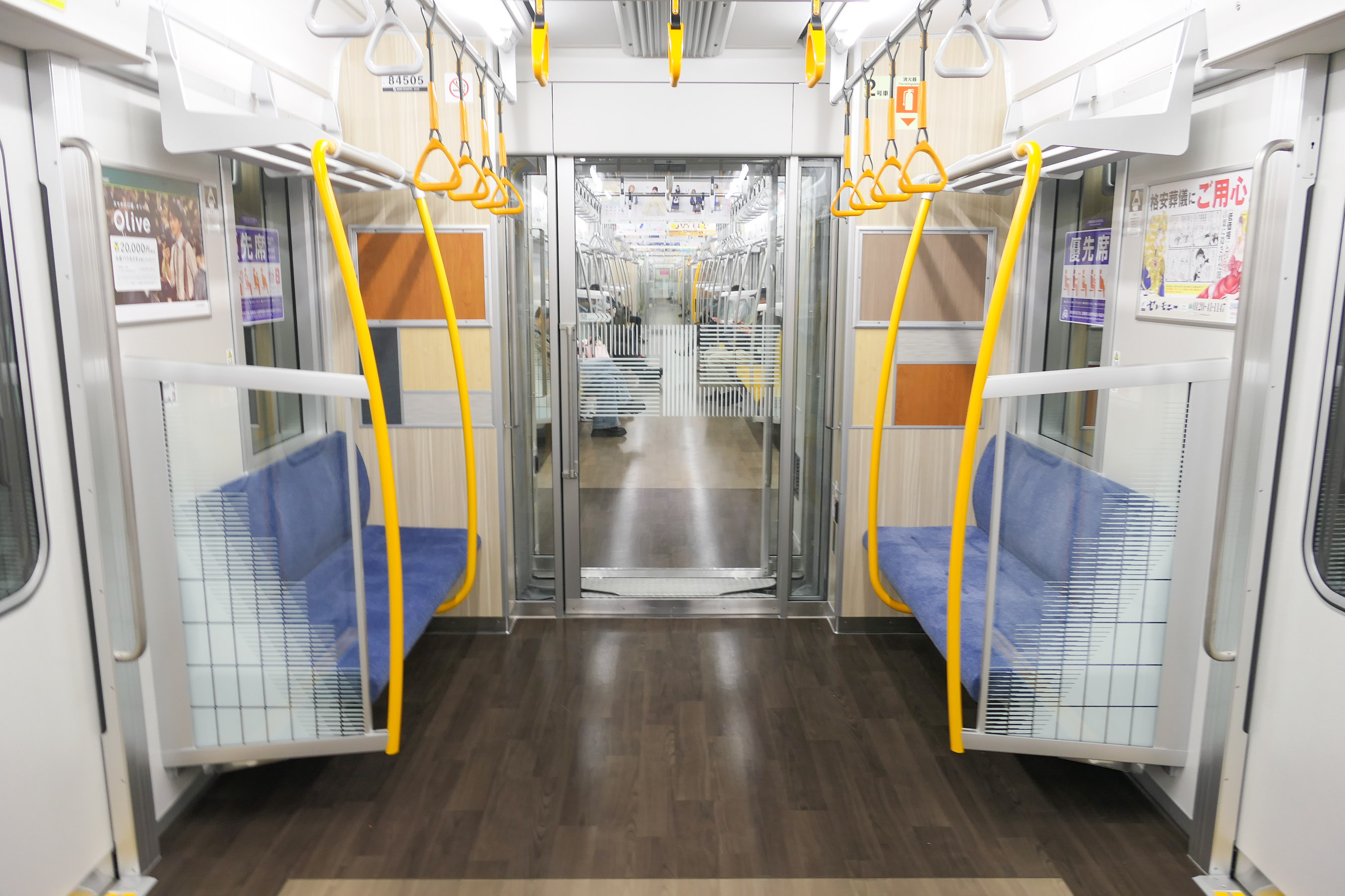
優先席
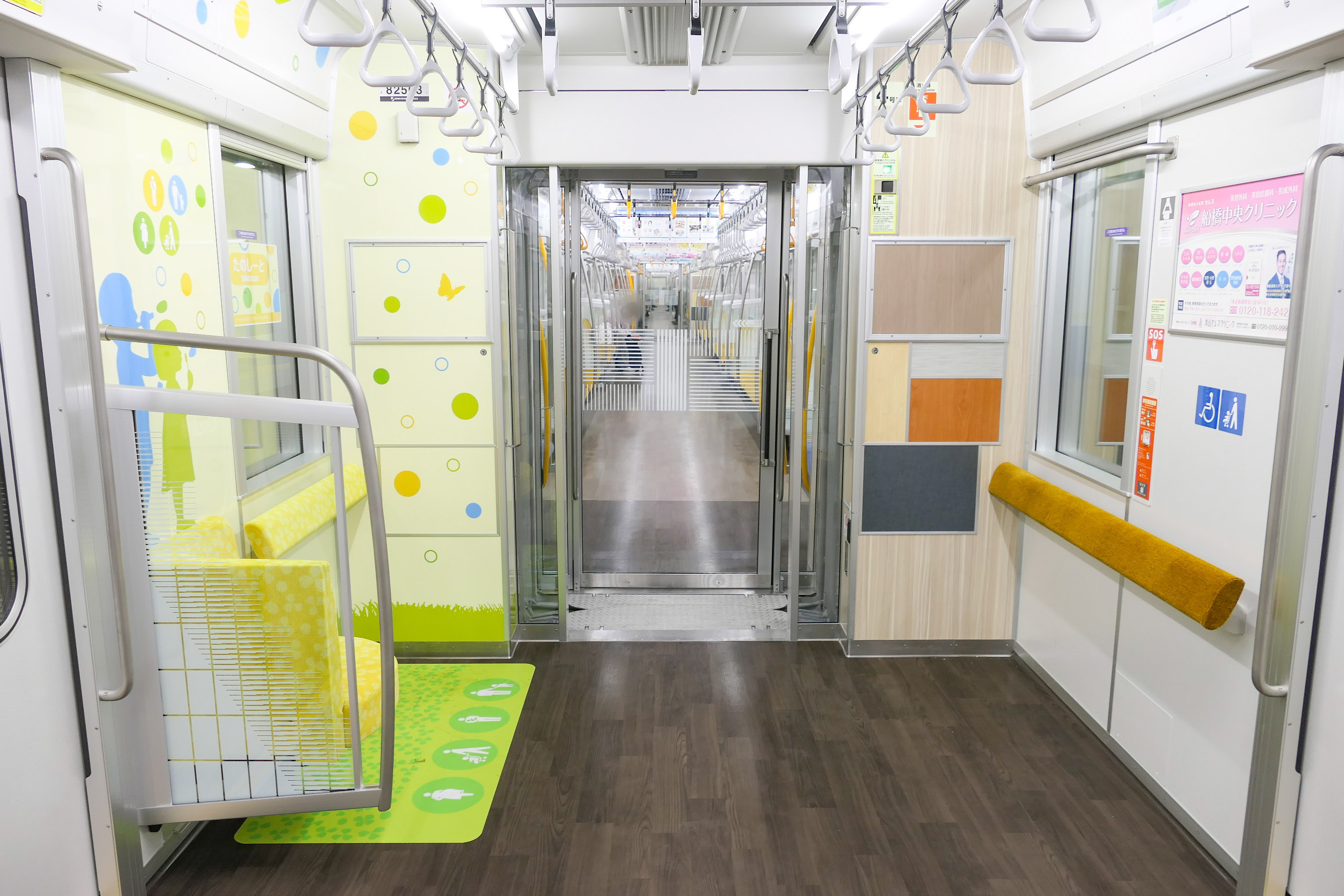
4号車「たのしーと」
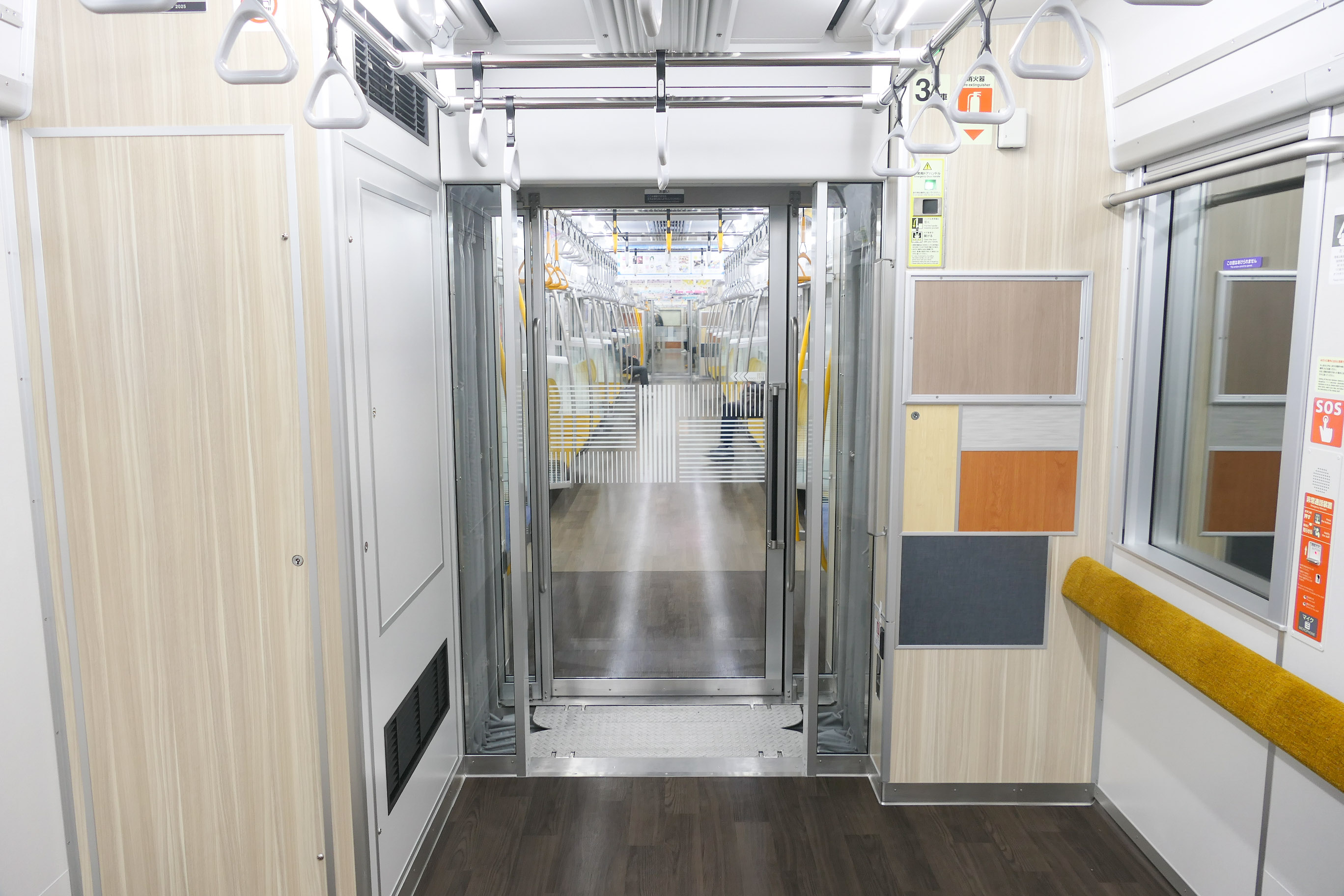
車椅子スペース（T2車両）
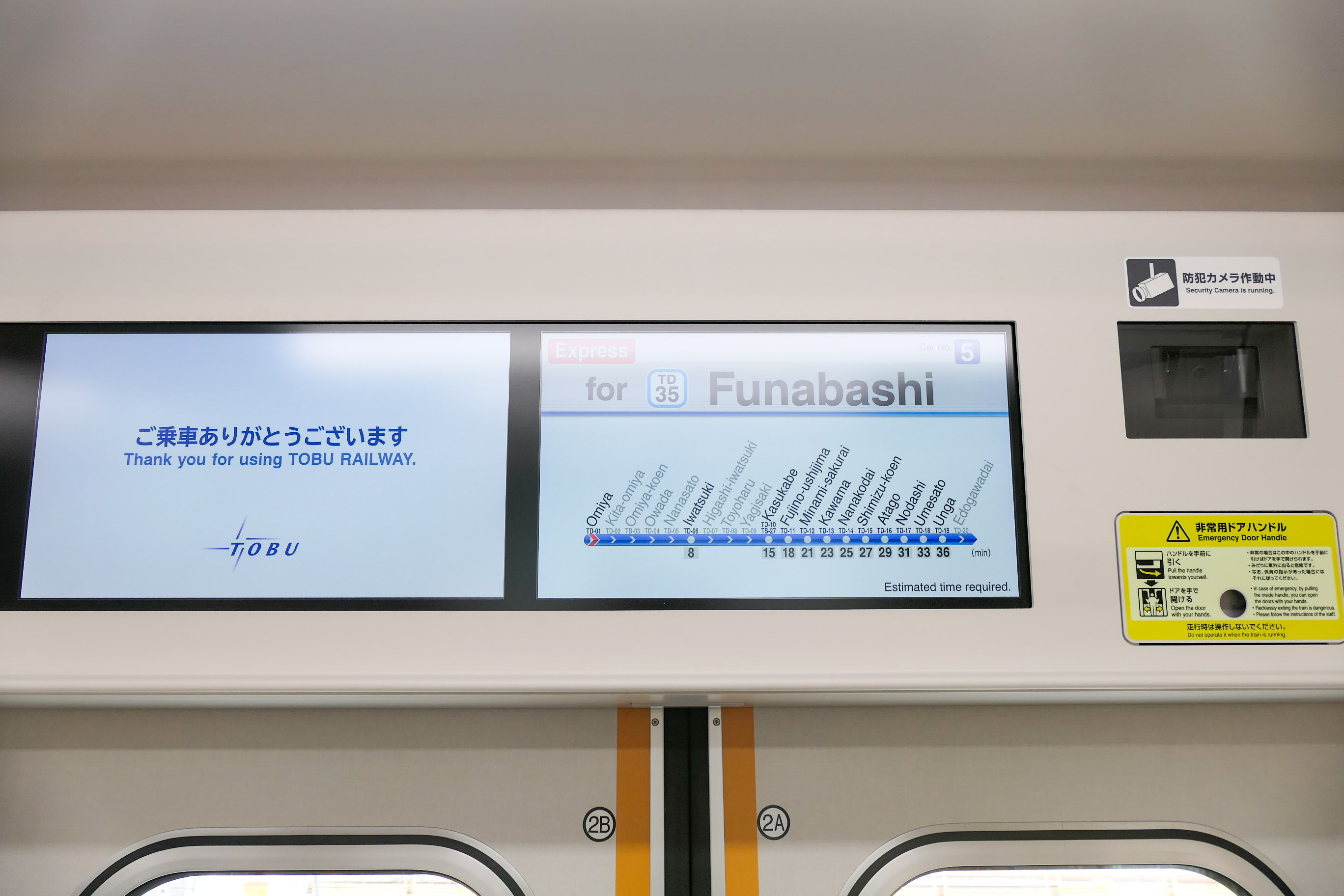
車内案内表示器

### 乗務員室
運転台は、東武の新型の通勤形電車としては初めて左手操作式のワンハンドルマスコンが採用された。計器類は圧力計を除き、LCD2画面式に統一された。主に左側には速度計などが、右側には乗車率・車内温度・運転速度などがリアルタイムで表示される。将来（2026年度以降実施予定）のワンマン運転を想定し、乗降用ドアの開閉ボタンや、マイクや運転台の上にモニターが設けられている。このほか、1両の乗降用ドア4つのうち、3つを締め切る装置、車外ブザーなどを設けている。

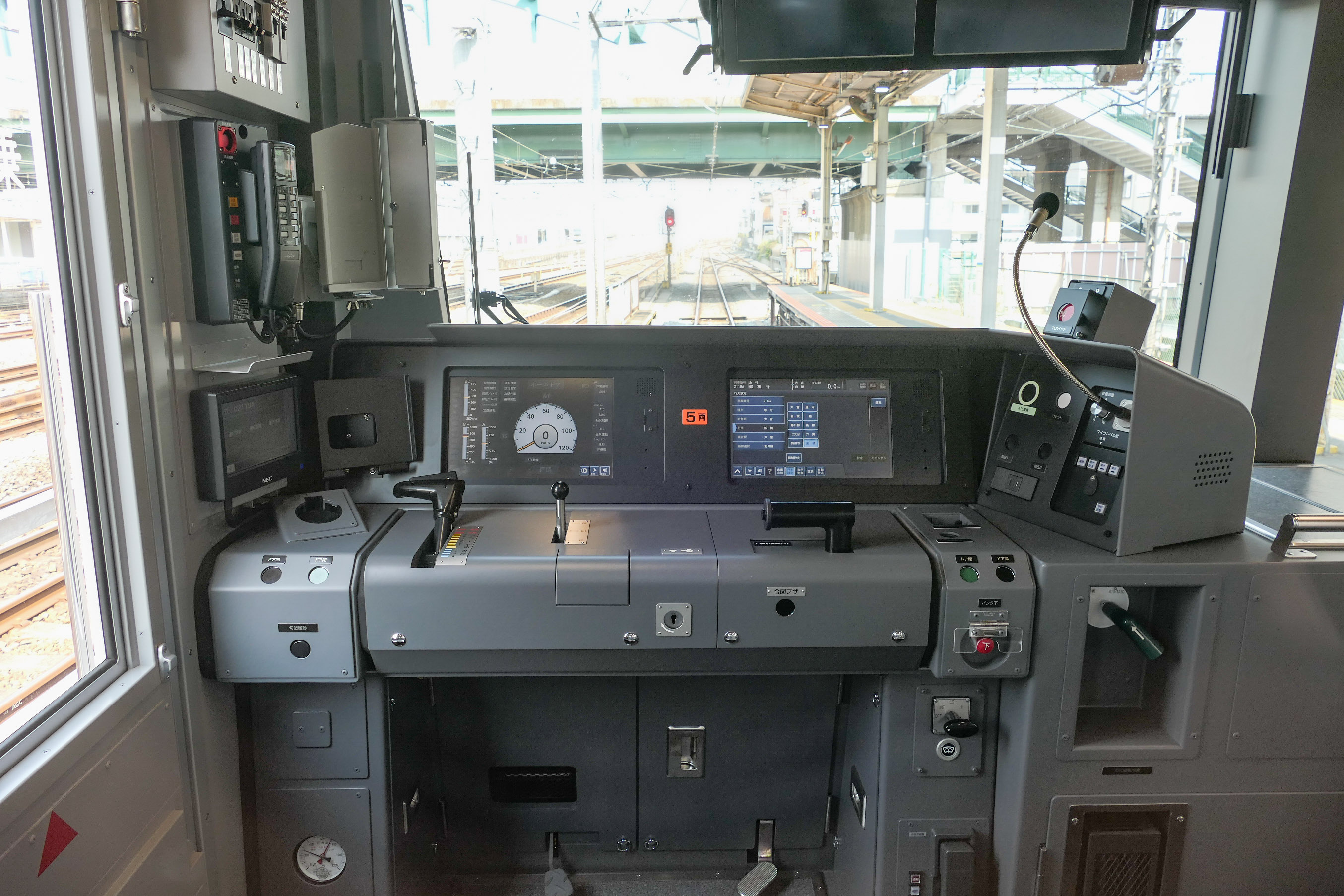
運転台

## 主要機器

### 主電動機
主電動機として民間鉄道初の同期リラクタンスモータを採用した車両推進システムSynTRACSを搭載する。このほか、リチウムイオン電池SCiBとSIV装置を組み合わせた車上バッテリーシステムを搭載する。

### 制御装置
制御装置にはフルSiC素子適用のVVVFインバーターを採用。

### 補助電源装置
補助電源装置として、3レベルIGBT式SIV装置を設置。AC440V・60Hz・200kVA、ESシステムによりSIV故障時のCP動作用電源（440V）供給に対応する。

### 空気圧縮機
電動空気圧縮機として、オイルレススクロール式を1編成につき1台（3台内蔵）設置する。出力性能1分当たり1,155Nlの消音器付除湿装置、除湿装置用暖房器がついている。

### 施設状態モニタリングシステム「みまモニ」

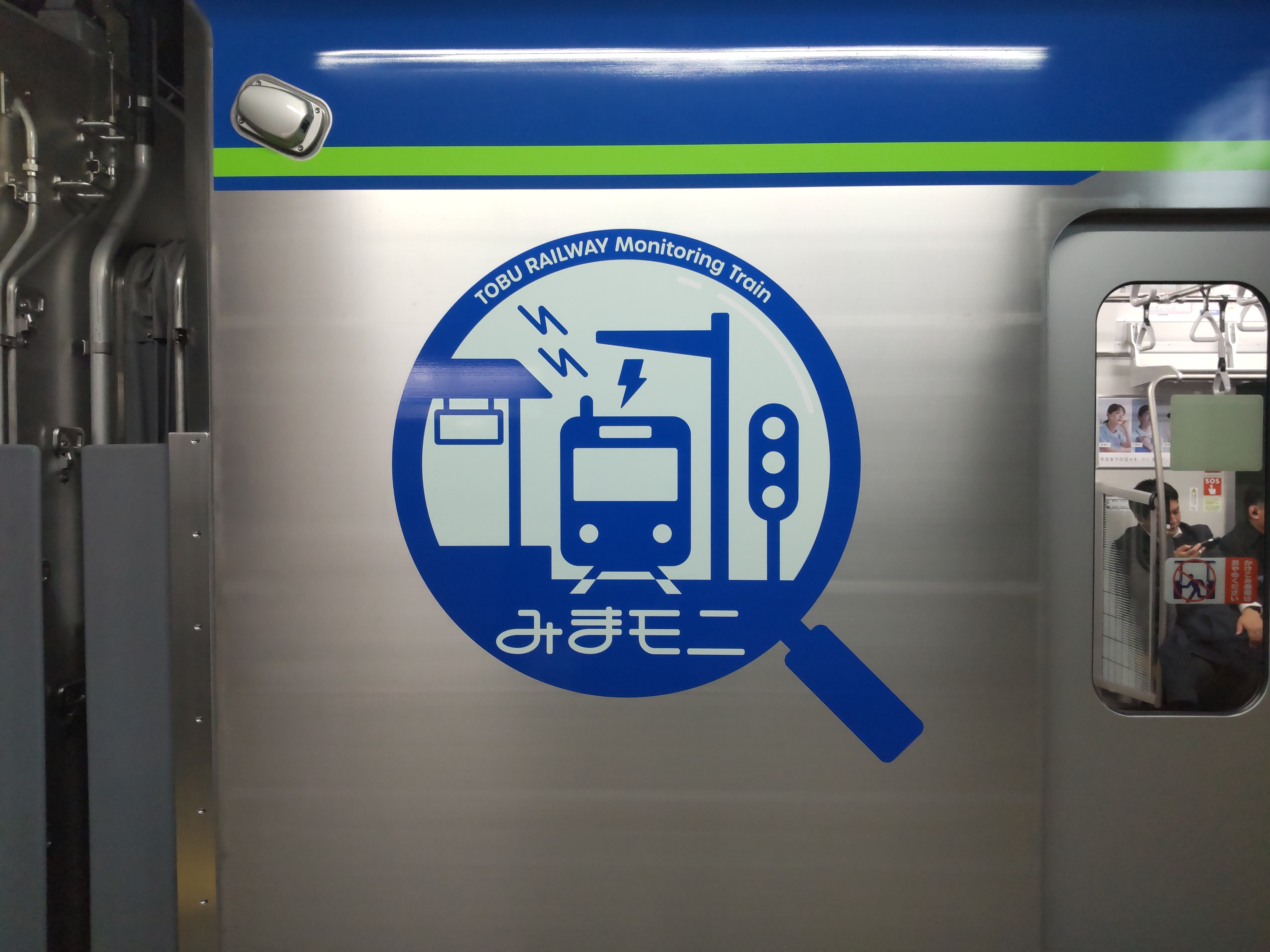
サハ83505に表示される「みまモニ」ロゴ

2024年度に新製された5編成のうち、第4・第5編成（81504F・81505F）に限り、架線モニタリングシステム、架線検測、レールボンドモニタリング、軌道変位モニタリング、軌道材料モニタリング、地上子検測など施設の状態を監視できるカメラや検測装置などを搭載し、通常運行を行いながらも鉄道施設の状態を常時検測、またカメラ、センサーなどデジタル技術を活用し高頻度の施設検査を行うことで、安全性の向上を図る線路施設モニタリングシステム（通称・『みまモニ』）をサハ83500に搭載している 。

## 運用
製造〜輸送

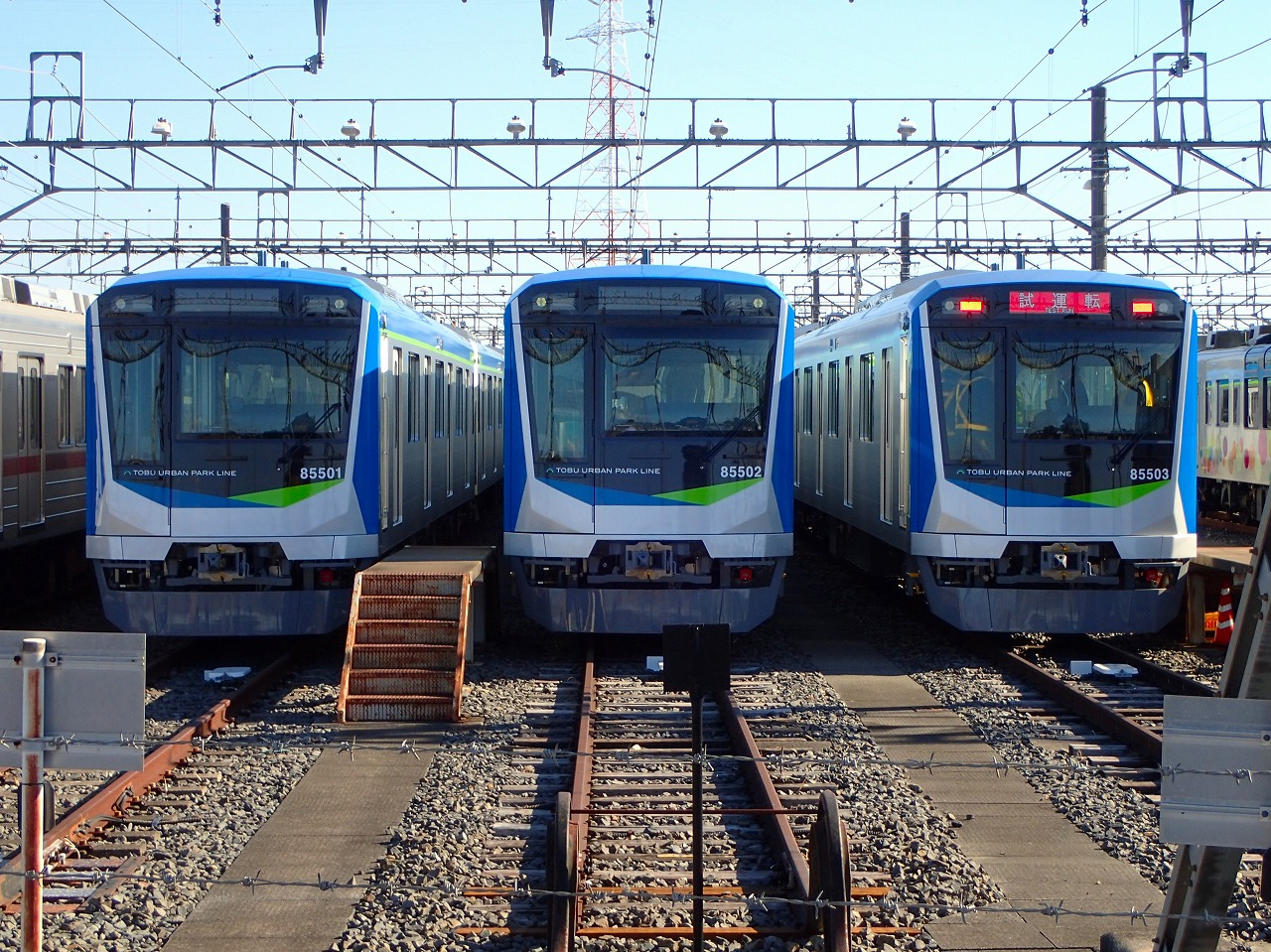
南栗橋車両管区に留置中の80000系
（左から81501F・81502F・81503F）

全編成とも、徳庵の近畿車輛で製造された後、第1・第2編成（81501F・81502F）は2編成まとめて、2024年12月24日発送で栗橋駅まで甲種輸送、その後南栗橋車両管区まで輸送された。その後、第3編成（81503F）は単独で、第4・第5編成（81504F・81505F）は2編成まとめて甲種輸送された。
南栗橋到着後〜試運転
南栗橋車両管区に到着後は、試運転が行われた。しばらくは深夜の時間帯での試運転だったが、2025年1月28日からは日中にも日光線などで試運転が行われ初め、2025年2月9日からは野田線の（七光台〜）春日部〜岩槻で試運転が開始された。
営業運転開始
2025年3月8日に団体臨時列車としてデビューし、2025年3月9日に一般列車での営業運転を開始した。

## 編成
編成は5両編成(Tc-M-T-M-Tc)であり、MT比は2M3T。電動車比率が低くなっている。
2024年度に製造された5編成のうち、第4・第5編成（81504F・81505F）においては、前述の通り線路施設モニタリングシステム（『みまモニ』）をサハ83500に搭載している。
編成表
|          | ← 柏大宮・船橋 →  |                      |                |                    |                   |
| 号車     | 5                 | 4                    | 3              | 2                  | 1                 |
| 形式     | クハ81500 （Tc1） | < モハ82500 （M1）   | サハ83500 （） | < モハ84500 （M2） | クハ85500 （Tc2） |
| 搭載機器 |                   | CONT,SIV,CP          | MON            | CONT,SIV,CP        |                   |
| 車両番号 | 81501 : 81503     | 82501 : 82503        | 83501 : 83503  | 84501 : 84503      | 85501 : 85503     |
| 車両番号 | 81504 81505       | 82504 82505          | 83504 83505    | 84504 84505        | 85504 85505       |
| 自重     | 29.5t             | 36.3t                | [ * 2 ]        | 36.7t              | 29.7t             |
| 定員     | 133人             | 143人                | [ * 3 ]        | 144人              | 133人             |
| 備考     |                   | 「たのしーと」設置車 |                |                    |                   |

凡例
CONT：制御装置
SIV：補助電源装置（静止形インバータ）
CP：電動空気圧縮機
MON：各種モニタリング装置
網掛け（■）：線路施設モニタリングシステム『みまモニ』搭載車両（T2）
備考
1. ↑  MON(施設モニタリングシステム)非搭載の車両は「T1」、MON搭載の車両は「T2」、60000系からの流用車両は「T3」となる[4]。
2. ↑  T1は26.3t、T2は30.0t、T3は24.7tとなる。
3. ↑  T1は144人、T2は142人、T3は146人となる。